# المسلام (ملحان)

تعديل مصدري - تعديل

المسلام هي إحدى قرى عزلة بدح بمديرية ملحان التابعة لمحافظة المحويت، بلغ تعداد سكانها 361 نسمة حسب تعداد اليمن لعام 2004.